# Прецесия и честота на Лармор
Прецесия на Лармор (по името на Джозеф Лармор) е понятие от физиката — прецесия на магнитните моменти на електроните, атомните ядра и атомите, породена от външно магнитно поле. 

Честота на Лармор e честотата, с която се извършва тази прецесия.

## Описание
Магнитното поле взаимодейства с магнитния момент на частиците, поради което се създава допълнителен въртящ момент (прецесионен момент):
{\displaystyle {\vec {\Gamma }}={\vec {\mu }}\times {\vec {B}}=\gamma {\vec {J}}\times {\vec {B}}}
където {\displaystyle {\vec {\Gamma }}} е въртящият момент, {\displaystyle {\vec {J}}} е векторът на момента на импулса, {\displaystyle {\vec {B}}} е външното магнитно поле, {\displaystyle \times } е оператор за векторно произведение и {\displaystyle \ \gamma } е жиромагнитният коефициент, който представлява отношението на магнитния момент към момента на импулса.
Векторът {\displaystyle {\vec {J}}} прецесира около оста на външното магнитно поле с ъглова честота известна като честота на Лармор:
{\displaystyle \ \omega =\gamma B}
където {\displaystyle \ B} е напрегнатостта на магнитното поле в T.
Една от най-известните статии по въпроса е публикувана през 1935 от Лев Ландау и Евгени Лифшиц, които предсказват съществуването на феромагнитен резонанс на прецесията, доказано експериментално, независимо един от друг, от Грифитс и Завойский през 1946.
Прецесията на Лармор е важна за ядрено магнитния резонанс.
Приблизителни стойности на тази честота за някои добре известни атомни ядра са дадени в таблицата по-долу (Bernstein 2004).
| Ядро | γ / 2π (MHz/T) |
| ---- | -------------- |
| 1H   | 42.576         |
| 7Li  | 16.546         |
| 13C  | 10.705         |
| 14N  | 3.0766         |
| 15N  | -4.3156        |
| 17O  | -5.7716        |
| 23Na | 11.262         |
| 31P  | 17.235         |